# Passerella iliaca unalaschcensis
O Passerella iliaca unalaschcensis contém os táxons de cor mais escura do gênero Passerella. Atualmente, é classificado como um “grupo de subespécies” dentro do tico-tico-raposino, enquanto se aguarda uma aceitação mais ampla do status de espécie. Há muito tempo suspeita-se que seja uma linhagem evolutiva separada devido à distinção morfológica, e isso é confirmado pela análise da sequência de mtDNA e dos dados de haplótipo. Esse grupo parece estar mais intimamente relacionado ao Passerella iliaca megarhyncha [en] e/ou Passerella iliaca schistacea [en].

## Descrição
O complexo do Passerella iliaca unalaschcensis varia clinicamente em intensidade de cor. As partes superiores e a cabeça são de um tom variável de marrom, com listras da mesma cor nas partes inferiores. As aves mais ao norte são de um marrom arenoso, enquanto as mais ao sul são de uma cor parecida com café escuro. Eles preferem se reproduzir em salgueiros e amieiros na borda de habitats úmidos. Beadle & Rising (2003) descrevem seu canto como um zitt ou thik agudo, enquanto Sibley (2000) diz que é um estalo alto como o do  Passerella iliaca iliaca.

## Subespécies
Seis subespécies são normalmente reconhecidas no complexo do Passerella iliaca unalaschcensis, variando de unalaschensis nas Ilhas Aleutas a fuliginosa no extremo noroeste de Washington:
- unalaschcensis (Gmelin, 1789):

Reproduz-se da Ilha Unalaska (Ilhas Aleutas) até as Ilhas Shumagin [en] e Semidi e a Península do Alasca adjacente. A área de inverno vai do sul da Colúmbia Britânica até o extremo sul da Califórnia, raramente mais ao sul.
Há dois grupos distintos conhecidos na área de inverno: aves cinza-acastanhadas com bico mais longo e pontiagudo e aves cinza-chumbo mais escuras com bico mais grosso e mais rombudo; o significado taxonômico disso é desconhecido. Parece interagir com sinuosa e insularis onde suas áreas de distribuição se encontram.
- townsendi (Audubon, 1838):

Reproduz-se ao longo da costa do Pacífico, da Baía dos Glaciares a Haida Gwaii. Área de inverno ao sul da área de reprodução, até o centro da Califórnia.
Muito mais escuro e mais avermelhado do que unalaschcensis, com manchas no peito visivelmente maiores e mais abundantes, semelhantes a fuliginosa.
- fuliginosa (Ridgway, 1899):

Reproduz-se no continente ao sul do rio Stikine [en] até o noroeste de Washington. A área de inverno vai do sudoeste da Colúmbia Britânica ao sul até a costa central da Califórnia.
Mais escuro do que townsendi, com as maiores e mais abundantes manchas no peito.
- annectens (Ridgway, 1900):

Reproduz-se ao longo da costa do Pacífico, do norte da Baía de Yakutat [en] até Cross Sound [en]. Área de inverno na costa central da Califórnia.
Intermediário entre sinuosa e townsendi. A morfologia e a área de distribuição sugerem que sua validade deve ser verificada.
- insularis (Ridgway, 1900):

Reprodução limitada à Ilha Kodiak. No inverno, é encontrado ao longo da costa do Pacífico em direção ao sul até o extremo sul da Califórnia.
Mais brilhante e uniformemente avermelhado na parte superior, com manchas fortes e ricas no peito de cor marrom; sob as coberturas da cauda tingidas de cor de couro.
- sinuosa (Grinnell [en], 1910):

Reproduz-se em torno da Enseada do Príncipe Guilherme e da Península de Quenai e na Ilha Middleton [en]. No inverno, ocorre ao sul, ao longo da encosta do Pacífico no sul da Califórnia.
Intermediário entre unalaschcensis e insularis, mas o bico é bem mais fino do que em qualquer um dos dois.
- chilcatensis (Webster, 1983):

O “fuliginosa não típico”, reproduzindo-se entre a área do rio Chilkat [en] até Stewart [en] e arredores (Colúmbia Britânica) e invernando ao longo da costa, principalmente entre o Oregon e a região da Baía de São Francisco.
Muito parecida com fuliginosa, mas mais opaco e com cauda mais curta. Geralmente não é aceito como distinto por revisores recentes (por exemplo, Rising & Beadle 1996), embora a presença de aves igualmente distintas em unalaschcensis sugira que o assunto merece mais pesquisas.